# Abraham Yates

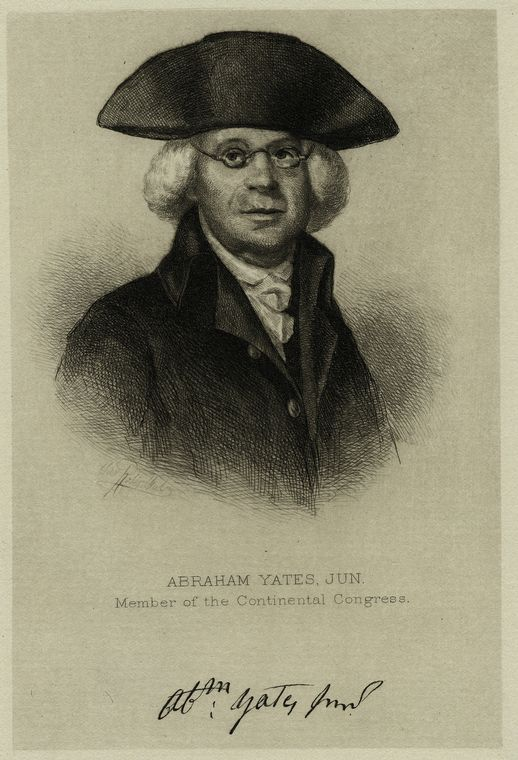
Abraham Yates

Abraham Yates (* 23. August 1724 in Albany, Provinz New York; † 30. Juni 1796 in Albany, New York) war ein US-amerikanischer Jurist und Politiker.

## Werdegang
Abraham Yates, Sohn von Catelyntje Winne und Christoffel Yates, wurde während der Regierungszeit von König Georg I. im Albany County geboren und wuchs dort auf. Er wurde am 23. August 1724 in Albany getauft. Yates beendete seine vorbereitenden Studien. Er war dann von 1755 bis 1759 Sheriff im Albany County. Ferner entschied er sich eine politische Laufbahn einzuschlagen. Yates war von 1775 bis 1777 Delegierter im Provinzkongress von New York. In dieser Zeit fungierte er am 2. November 1775 und 10. August 1776 als President pro Tempore und am 28. August 1776 als Präsident. Yates war 1777 Mitglied im Council of Appointment sowie im ersten und zweiten Council of Safety vom 3. Mai 1777 bis zum 7. Januar 1778. Er saß von 1778 bis 1790 im Senat von New York. In dieser Zeit war er von 1778 bis 1779 auch als Konkursverwalter von Albany tätig. Er war dann 1783 der erste Postmeister von Albany. Dann saß er in den Jahren 1787 und 1788 im Kontinentalkongress, ehe er von 1790 bis 1796 als Bürgermeister von Albany amtierte.
Yates verstarb 1796 in Albany und wurde auf dem dortigen Rural Cemetery beigesetzt.

## Familie
Seine Enkel waren der Richter am New York Court of Chancery, John Lansing, und der State Treasurer (Finanzminister) des Staates New York, Abraham G. Lansing.